# Xã Ontelaunee, Quận Berks, Pennsylvania
Xã Ontelaunee (tiếng Anh: Ontelaunee Township) là một xã thuộc quận Berks, tiểu bang Pennsylvania, Hoa Kỳ. Năm 2010, dân số của xã này là 1.646 người.